# دوري التحدي الآسيوي 2025–26
دوري التحدي الآسيوي 2025–26 النسخة الثانية عشر من بطولة آسيا لكرة القدم التي نظمها الاتحاد الآسيوي لكرة القدم (AFC) المخصصة للأندية القادمة من بطولات الدوري الصاعدة، والنسخة الثانية تحت المسمى دوري التحدي الآسيوي الجديد. لتكون ثالث بطولات أندية الرجال، كجزء من الهيكل الجديد لمسابقات الأندية في قارة آسيا، حيث تجمع 18 نادياً.

## توزيع فرق القارة حسب الاتحادات
صنفت الاتحادات الأعضاء في الاتحاد الآسيوي لكرة القدم بناءً على أداء مسابقات الأندية في الاتحاد الآسيوي على مدى أربع سنوات ماضية في مسابقات الاتحاد الآسيوي لكرة القدم. وخصَّص توزيع المقاعد لدوري التحدي الآسيوي 2025–26 بين الاتحادات وفقًا لتصنيف مسابقات الأندية في الاتحاد الآسيوي،
| - | المشاركة في دوري التحدي الآسيوي 2025–26 | المشاركة في دوري التحدي الآسيوي 2025–26 |
| - | --------------------------------------- | --------------------------------------- |
|   | مشارك                                   |                                         |
|   | غير مشارك                               |                                         |

| تصنيف الاتحاد الآسيوي | تصنيف الاتحاد الآسيوي | الاتحاد العضو                                            | نقاط                   | مقاعد           | مقاعد    |
| تصنيف الاتحاد الآسيوي | تصنيف الاتحاد الآسيوي | الاتحاد العضو                                            | نقاط                   | مرحلة المجموعات | التصفيات |
| المنطقة               | آسيا                  | الاتحاد العضو                                            | نقاط                   | مرحلة المجموعات | التصفيات |
| --------------------- | --------------------- | -------------------------------------------------------- | ---------------------- | --------------- | -------- |
| —                     | —                     | الخاسر من المرحلة التمهيدية من دوري أبطال آسيا 2 2025–26 | —                      | 1               | 0        |
| 11                    | 19                    | تركمانستان                                               | 20.217                 | 1               | 0        |
| 12                    | 20                    | عمان                                                     | 20.048                 | 1               | 0        |
| 13                    | 21                    | لبنان[لبن]                                               | 18.711                 | 2               | 0        |
| 14                    | 22                    | الكويت[كو]                                               | 17.818                 | 1               | 1        |
| 15                    | 24                    | بنغلاديش[بان]                                            | 17.125                 | 0               | 2        |
| 16                    | 26                    | سوريا[سو]                                                | 15.972                 | 0               | 2        |
| 17                    | 27                    | قرغيزستان[قر]                                            | 15.500                 | 0               | 2        |
| 18                    | 30                    | المالديف                                                 | 10.490                 | 0               | 1        |
| 19                    | 35                    | فلسطين[فل]                                               | 4.984                  | 0               | 0        |
| 20                    | 38                    | نيبال[آسيا]                                              | 0.917                  | 0               | 0        |
| 21                    | 39                    | سريلانكا[آسيا]                                           | 0.555                  | 0               | 0        |
| 22                    | 40                    | بوتان                                                    | 0.505                  | 0               | 1        |
| 23                    | 42                    | أفغانستان                                                | 0.075                  | 0               | 1        |
| 24                    | 43                    | باكستان[آسيا]                                            | 0.000                  | 0               | 0        |
| 24                    | 43                    | اليمن[آسيا]                                              | 0.000                  | 0               | 0        |
| الإجمالي              | الإجمالي              | الاتحادات المشاركة: 15                                   | الاتحادات المشاركة: 15 | 6               | 10       |
| الإجمالي              | الإجمالي              | الاتحادات المشاركة: 15                                   | الاتحادات المشاركة: 15 | 16              |          |

| تصنيف الاتحاد الآسيوي | تصنيف الاتحاد الآسيوي | الاتحاد العضو                                            | نقاط                   | مقاعد           | مقاعد    |
| تصنيف الاتحاد الآسيوي | تصنيف الاتحاد الآسيوي | الاتحاد العضو                                            | نقاط                   | مرحلة المجموعات | التصفيات |
| المنطقة               | آسيا                  | الاتحاد العضو                                            | نقاط                   | مرحلة المجموعات | التصفيات |
| --------------------- | --------------------- | -------------------------------------------------------- | ---------------------- | --------------- | -------- |
| —                     | —                     | الخاسر من المرحلة التمهيدية من دوري أبطال آسيا 2 2025–26 | —                      | 1               | 0        |
| 11                    | 28                    | إندونيسيا                                                | 14.816                 | 1               | 0        |
| 12                    | 29                    | كوريا الشمالية[آسيا]                                     | 13.923                 | 0               | 0        |
| 13                    | 31                    | كمبوديا[كام]                                             | 10.375                 | 1               | 1        |
| 14                    | 32                    | ميانمار[ميا]                                             | 7.581                  | 1               | 1        |
| 15                    | 33                    | تايبيه الصينية[تاي]                                      | 6.978                  | 0               | 2        |
| 16                    | 34                    | منغوليا[منغ]                                             | 5.300                  | 0               | 2        |
| 17                    | 36                    | ماكاو[آسيا]                                              | 3.770                  | 0               | 0        |
| 18                    | 37                    | لاوس                                                     | 1.198                  | 0               | 1        |
| 19                    | 41                    | بروناي                                                   | 0.100                  | 0               | 1        |
| 20                    | 43                    | غوام[آسيا]                                               | 0.000                  | 0               | 0        |
| 20                    | 43                    | جزر ماريانا الشمالية[آسيا]                               | 0.000                  | 0               | 0        |
| 20                    | 43                    | تيمور الشرقية[آسيا]                                      | 0.000                  | 0               | 0        |
| الإجمالي              | الإجمالي              | الاتحادات المشاركة: 12                                   | الاتحادات المشاركة: 12 | 4               | 8        |
| الإجمالي              | الإجمالي              | الاتحادات المشاركة: 12                                   | الاتحادات المشاركة: 12 | 12              |          |

ملاحظات
1. ^ رخصة الاتحاد الآسيوي لكرة القدم: لا يملك أي نادي لدى اتحاد كرة القدم رخصة الاتحاد الآسيوي.[5]
2. ^ فلسطين: لم يشارك الاتحاد في المسابقة.
3. ^ لبنان: وفقًا للمادة 3.17.1 من لائحة دخول الاتحاد الآسيوي، ورهناً بالمادتين 3.19 و 3.20، فإن أي مقعد (مقاعد) يتم التنازل عنها يجب إعادة توزيعها على أعلى اتحاد عضو مؤهل في نفس التصنيف الإقليمي لنفس مسابقة الأندية بالاتحاد الآسيوي. لذلك، تم إعادة تخصيص المقعد غير المباشر لفلسطين إلى لبنان. وتلقى الفريق إعفاءً في الدور التمهيدي.[6]
4. ^ الكويت: وفقًا للمادة 3.17.1 من لائحة دخول الاتحاد الآسيوي، ورهناً بالمادتين 3.19 و 3.20، فإن أي مقعد (مقاعد) يتم التنازل عنها يجب إعادة توزيعها على أعلى اتحاد عضو مؤهل في نفس التصنيف الإقليمي لنفس مسابقة الأندية بالاتحاد الآسيوي. لذلك، تم إعادة تخصيص المقعد غير المباشر لنيبال إلى الكويت.[6]
5. ^ بنغلاديش: وفقًا للمادة 3.17.1 من لائحة دخول الاتحاد الآسيوي، ورهناً بالمادتين 3.19 و 3.20، فإن أي مقعد (مقاعد) يتم التنازل عنها يجب إعادة توزيعها على أعلى اتحاد عضو مؤهل في نفس التصنيف الإقليمي لنفس مسابقة الأندية بالاتحاد الآسيوي. لذلك، تم إعادة تخصيص المقعد غير المباشر لسريلانكا إلى بنغلاديش.[6]
6. ^ سوريا: وفقًا للمادة 3.17.1 من لائحة دخول الاتحاد الآسيوي، ورهناً بالمادتين 3.19 و 3.20، فإن أي مقعد (مقاعد) يتم التنازل عنها يجب إعادة توزيعها على أعلى اتحاد عضو مؤهل في نفس التصنيف الإقليمي لنفس مسابقة الأندية بالاتحاد الآسيوي. لذلك، تم إعادة تخصيص المقعد غير المباشر لباكستان إلى سوريا.[6]
7. ^ قيرغيزستان: وفقًا للمادة 3.17.1 من لائحة دخول الاتحاد الآسيوي، ورهناً بالمادتين 3.19 و 3.20، فإن أي مقعد (مقاعد) يتم التنازل عنها يجب إعادة توزيعها على أعلى اتحاد عضو مؤهل في نفس التصنيف الإقليمي لنفس مسابقة الأندية بالاتحاد الآسيوي. لذلك، تم إعادة تخصيص المقعد غير المباشر لليمن إلى قيرغيزستان.[6]
8. ^ كمبوديا: وفقًا للمادة 3.17.1 من لائحة دخول الاتحاد الآسيوي، ورهناً بالمادتين 3.19 و 3.20، فإن أي مقعد (مقاعد) يتم التنازل عنها يجب إعادة توزيعها على أعلى اتحاد عضو مؤهل في نفس التصنيف الإقليمي لنفس مسابقة الأندية بالاتحاد الآسيوي. لذلك، تم إعادة تخصيص المقعد المباشر لكوريا الشمالية إلى كمبوديا.[6]
9. ^ ميانمار: وفقًا للمادة 3.17.1 من لائحة دخول الاتحاد الآسيوي، ورهناً بالمادتين 3.19 و 3.20، فإن أي مقعد (مقاعد) يتم التنازل عنها يجب إعادة توزيعها على أعلى اتحاد عضو مؤهل في نفس التصنيف الإقليمي لنفس مسابقة الأندية بالاتحاد الآسيوي. لذلك، تم إعادة تخصيص المقعد غير المباشر لماكاو إلى ميانمار.[6]
10. ^ تايبيه الصينية: وفقًا للمادة 3.17.1 من لائحة دخول الاتحاد الآسيوي، ورهناً بالمادتين 3.19 و 3.20، فإن أي مقعد (مقاعد) يتم التنازل عنها يجب إعادة توزيعها على أعلى اتحاد عضو مؤهل في نفس التصنيف الإقليمي لنفس مسابقة الأندية بالاتحاد الآسيوي. لذلك، تم إعادة تخصيص المقعد غير المباشر لغوام إلى تايبيه الصينية.[6]
11. ^ منغوليا: وفقًا للمادة 3.17.1 من لائحة دخول الاتحاد الآسيوي، ورهناً بالمادتين 3.19 و 3.20، فإن أي مقعد (مقاعد) يتم التنازل عنها يجب إعادة توزيعها على أعلى اتحاد عضو مؤهل في نفس التصنيف الإقليمي لنفس مسابقة الأندية بالاتحاد الآسيوي. لذلك، تم إعادة تخصيص المقعد غير المباشر لجزر ماريانا الشمالية إلى منغوليا.[6]

## الفرق المتأهلة
| الفريق     | طريقة التأهل                                                      | المشاركات (آخر مشاركة) |
| ---------- | ----------------------------------------------------------------- | ---------------------- |
|            | الخاسرون من الدور التأهيلي لدوري أبطال آسيا 2 2025–26             |                        |
| ألتين أسير | المركز الثالث في الدوري التركمانستاني الممتاز 2024[Note TKM]      | الأولى                 |
| الشباب     | بطل كأس السلطان قابوس 2024–25                                     | الأولى                 |
| لبنان      | بطل الدوري اللبناني الممتاز 2024–25                               | الأولى                 |
| لبنان      | بطل كأس الاتحاد اللبناني 2024–25                                  |                        |
| الكويت     | بطل الدوري الكويتي الممتاز 2024–25 أو بطل كأس أمير الكويت 2024–25 | الأولى                 |

| الفريق          | طريقة التأهل                                                       | المشاركات (آخر مشاركة) |
| --------------- | ------------------------------------------------------------------ | ---------------------- |
| العربي          | وصيف الدوري الكويتي الممتاز 2024–25 أو بطل كأس أمير الكويت 2024–25 | الثانية (2024–25)      |
| أباهاني دكا     | وصيف دوري بنغلاديش الممتاز 2024–25[Note BAN]                       | السادسة (2013)         |
| باشوندارا كينغز | بطل كأس الاتحاد البنغلاديشي 2024–25                                | الثانية (2024–25)      |
| سوريا           | بطل الدوري السوري الممتاز 2024–25                                  |                        |
| سوريا           | بطل كأس سوريا 2024–25                                              |                        |
| أبديش عطا       | بطل الدوري القيرغيزي الممتاز 2024                                  | الثانية (2024–25)      |
| موراس يونايتد   | بطل كأس قيرغيزستان 2024                                            | الأولى                 |
| مازيا           | بطل الدوري المالديفي الممتاز 2023[Note MDV]                        | الثانية (2024–25)      |
| بارو            | بطل الدوري البوتاني الممتاز 2024                                   | الثانية (2024–25)      |
| أبو مسلم        | بطل دوري أبطال أفغانستان 2024–25                                   | الأولى                 |

| الفريق                   | طريقة التأهل                                        | المشاركات (آخر مشاركة) |
| ------------------------ | --------------------------------------------------- | ---------------------- |
|                          | الخاسر من الدور التأهيلي لدوري أبطال آسيا 2 2025–26 | الأولى                 |
| ديوا يونايتد             | وصيف الدوري الإندونيسي الممتاز 2024–25              | الأولى                 |
| برييا خان ريتش سفاي رينغ | بطل الدوري الكمبودي الممتاز 2024–25                 | الثانية (2024–25)      |
| شان يونايتد              | بطل دوري ميانمار الوطني 2024–25ا                    | الرابعة (2024–25)      |

| الفريق          | طريقة التأهل                              | المشاركات (آخر مشاركة) |
| --------------- | ----------------------------------------- | ---------------------- |
| بنوم بنه كراون  | بطل كأس هان سن 2024–25ا                   | الأولى                 |
| يانغون يونايتد  | وصيف دوري ميانمار الوطني 2024–25ا         | الأولى                 |
| تاينان سيتي     | بطل دوري تايوان الممتاز لكرة القدم 2024ا  | الثانية (2024–25)      |
| تايتشونغ فوتورو | وصيف دوري تايوان الممتاز لكرة القدم 2024ا | الأولى                 |
| منغوليا         | بطل الدوري المنغولي الممتاز 2024–25       |                        |
| منغوليا         | وصيف الدوري المنغولي الممتاز 2024–25      | الأولى                 |
| إزرا            | بطل دوري لاوس الأول 2024–25ا              | الأولى                 |
| كاسوكا          | بطل دوري بروناي الممتاز 2024–25ا          | الأولى                 |

ملاحظات
1. ^ المالديف (MDV): لم يُقم الدوري المالديفي الممتاز 2024. تم تحديد الفرق من المالديف بناءً على نتائج الدوري المالديفي الممتاز 2023. وهكذا تأهل مازيا، بطل الدوري المالديفي الممتاز 2023، إلى دور المجموعات في دوري التحدي الآسيوي.
2. ^ بنغلاديش (BAN): فشل نادي محمدان، بطل دوري بنغلاديش الممتاز 2024–25، في الحصول على ترخيص الاتحاد الآسيوي. وبديلاً لذلك تأهل الوصيف أباهاني دكا، إلى الدور التأهيلي لدوري التحدي.
3. ^ تركمانستان (TKM): فاز أركاداخ، بطل الدوري التركمانستاني الممتاز 2024 وكأس تركمانستان 2024، بدوري التحدي الآسيوي 2024–25 وتأهل لدور المجموعات في دوري أبطال آسيا 2. يتأهل وصيف الدوري التركمانستاني الممتاز 2024 آهال إلى الدور التأهيلي لدوري أبطال آسيا 2، والمركز الثالث ألتين أسير إلى دور المجموعات في دوري التحدي.

## الجدول الزمني
الجدول الزمني للمسابقة هو كما يلي:
| المرحلة            | الدور            | تاريخ القرعة  | مباراة الذهاب                                  | مباراة الإياب                                  |
| ------------------ | ---------------- | ------------- | ---------------------------------------------- | ---------------------------------------------- |
| الدور التمهيدي     | الدور التمهيدي 1 | لا توجد قرعة  | 5 أغسطس 2025                                   | 5 أغسطس 2025                                   |
| الدور التمهيدي     | الدور التمهيدي 2 | لا توجد قرعة  | 12 أغسطس 2025                                  | 12 أغسطس 2025                                  |
| مرحلة المجموعات    | الجولة الأولى    | 28 أغسطس 2025 | 25 أكتوبر 2025 (الغرب), 26 أكتوبر 2025 (الشرق) | 25 أكتوبر 2025 (الغرب), 26 أكتوبر 2025 (الشرق) |
| مرحلة المجموعات    | الجولة الثانية   | 28 أغسطس 2025 | 28 أكتوبر 2025 (الغرب), 29 أكتوبر 2025 (الشرق) | 28 أكتوبر 2025 (الغرب), 29 أكتوبر 2025 (الشرق) |
| مرحلة المجموعات    | الجولة الثالثة   | 28 أغسطس 2025 | 31 أكتوبر 2025 (الغرب), 1 نوفمبر 2025 (الشرق)  | 31 أكتوبر 2025 (الغرب), 1 نوفمبر 2025 (الشرق)  |
| مرحلة خروج المغلوب | ربع النهائي      | لا توجد قرعة  | 4 مارس 2026 (الغرب), 5 مارس 2026 (الشرق)       | 11 مارس 2026 (الغرب), 12 مارس 2026 (الشرق)     |
| مرحلة خروج المغلوب | نصف النهائي      | لا توجد قرعة  | 7 أبريل 2026 (الغرب), 9 أبريل 2026 (الشرق)     | 15 أبريل 2026 (الغرب), 16 أبريل 2026 (الشرق)   |
| مرحلة خروج المغلوب | النهائي          | لا توجد قرعة  | 9 مايو 2026                                    | 9 مايو 2026                                    |

1. 1 2  تنسيق محدد مسبقاً